# Carbrunneria lewisensis
Carbrunneria lewisensis är en kackerlacksart som först beskrevs av Roth, L. M. 1991.  Carbrunneria lewisensis ingår i släktet Carbrunneria och familjen småkackerlackor. Inga underarter finns listade.